# تدی دون
تدی دون (انگلیسی: Teddy Dunn؛ زادهٔ ۱۹ ژوئن ۱۹۸۰) یک هنرپیشه اهل ایالات متحده آمریکا است.
از فیلم‌های معروف او می‌توان به بازی در فیلم ورونیکا مارس اشاره کرد.